# Шевченко Олексій Миколайович (генерал)
Олексій Миколайович Шевченко (нар. 1975, Херсон, УРСР, СРСР) — український військовослужбовець, бригадний генерал Збройних сил України, заступник начальника Генерального Штабу ЗСУ з логістики (з 2024), екс-начальник Житомирського військового інституту імені С. П. Корольова.

## Життєпис
Народився у 1975 році в Херсоні. 

### Навчання
У 1996 р. закінчив Одеський інститут сухопутних військ. У 2008 р. — Національна академія оборони України. У 2019 р. — Національний університет оборони України.

### Військова служба
Проходив службу на командних посадах артилерійських підрозділів, на посаді заступника начальника Національної академії сухопутних військ імені гетьмана Петра Сагайдачного.
19 квітня 2022 року в званні полковника був призначений Начальником Військової академії в місті Одеса. Після цього був начальником Житомирського військового інституту імені С. П. Корольова.
24 серпня 2022 року Указом Президента України присвоєно звання бригадного генерала
10 грудня призначено заступником начальника Генерального Штабу ЗСУ, відповідальним за логістику.

## Нагороди
- Орден Данила Галицького (2020)[7].
- Орден Богдана Хмельницького ІІІ ступеня (2022)[8]